# Німчиновка (Московська область)
Німчи́новка, Нємчи́новка (рос. Немчиновка) — село у Одинцовському районі Московської області Російської Федерації.

## Розташування
Село Акулово входить до складу міського поселення Одинцово, воно розташовано поруч Мінського шосе. Найближчі населені пункти, Сколково, Баковка, Вирубово, Передєлки. Найближча залізнична станція Одинцово.

## Історія
Заснована московськими підприємцями братами Німчиновими (Нємчиновими) як дачне селище. У 1876 році поруч відкрита залізнична платформа Німчиновка Московсько-Берестейської залізниці (нині Смоленський напрямок МЗ). У чотирьох кілометрах на південь розташоване село Німчиново, відоме з XVI ст., тому іноді назву платформи і селища помилково пов'язують з цим селом.
До 2004 року офіційно носило статус селища міського типу (дачного селища).

## Населення
Станом на 2010 рік у селі проживало 1749 людей.

## Пам'ятки архітектури
У 1935 році в селі було поховано художника Казимира Малевича.

## Видатні мешканці
1942 року в поселенні помер Юліян Дрейзін — музикознавець, публіцист, перекладач, педагог.
У 1946 році закінчив 3-й клас школи Олексій Єлісєєв — Герой Радянського Союзу, льотчик-космонавт.